# بیلی لوماس
بیلی لوماس (انگلیسی: Billy Lomas; ۴ ژوئیهٔ ۱۸۸۵ – ۱ ژانویهٔ ۱۹۷۶) بازیکن فوتبال اهل بریتانیا بود.
از باشگاه‌هایی که در آن بازی کرده‌است می‌توان به باشگاه فوتبال ترانمره راورز، باشگاه فوتبال بری، باشگاه فوتبال منچستر سیتی، باشگاه فوتبال برنلی، و باشگاه فوتبال لیتون اورینت اشاره کرد.